# Hasselbroek
Hasselbroek (Frans: Hasselbrouck) is een gehucht in de Belgische provincies Limburg en Luik. Het gehucht bevindt zich op het grondgebied van Jeuk en Corswarem, deelgemeentes van respectievelijk Gingelom en Berloz.
Na de vastlegging van de taalgrens in 1962 werd de gemeente Corswarem overgeheveld van de provincie Limburg naar de provincie Luik waardoor de taalgrens dwars door het gehucht kwam te lopen.
Ten noorden van Hasselbroek ligt de dorpskom van Jeuk. Door lintbebouwing langs de N789 zijn beide kernen met elkaar vergroeid. De dorpskom van Corswarem ligt een halve kilometer ten zuiden van Hasselbroek.

## Natuur en landschap
Hasselbroek is gelegen in Droog-Haspengouw. Het omliggende landschap wordt gekenmerkt door een glooiend reliëf en de vruchtbare gronden zijn uitermate geschikt voor akkerbouw. De hoogte in dit gebied varieert tussen de 107 en 135 meter. In Hasselbroek ontspringt de Cicindriabeek aan de Sint-Jobbron.

## Bezienswaardigheden
Centraal in het gehucht bevindt zich het Kasteel van Hasselbroek. Het hoofdgebouw, opgetrokken in neoclassicistische stijl, stamt uit 1770 terwijl de rechtervleugel, opgetrokken in Maaslandse renaissancestijl, teruggaat tot 1620.
Naast het Kasteel van Hasselbroek ligt de Sint-Jobkapel. Deze kapel dateert uit de eerste helft van de achttiende eeuw en is opgevat als een eenbeukige kerk. Het gebouw is opgetrokken in baksteen en afgewerkt met kalk- en mergelsteen. Het meubilair bestaat uit onder andere een eiken altaarstuk, een Onze-Lieve-Vrouwebeeld en een beeld van Sint-Job.

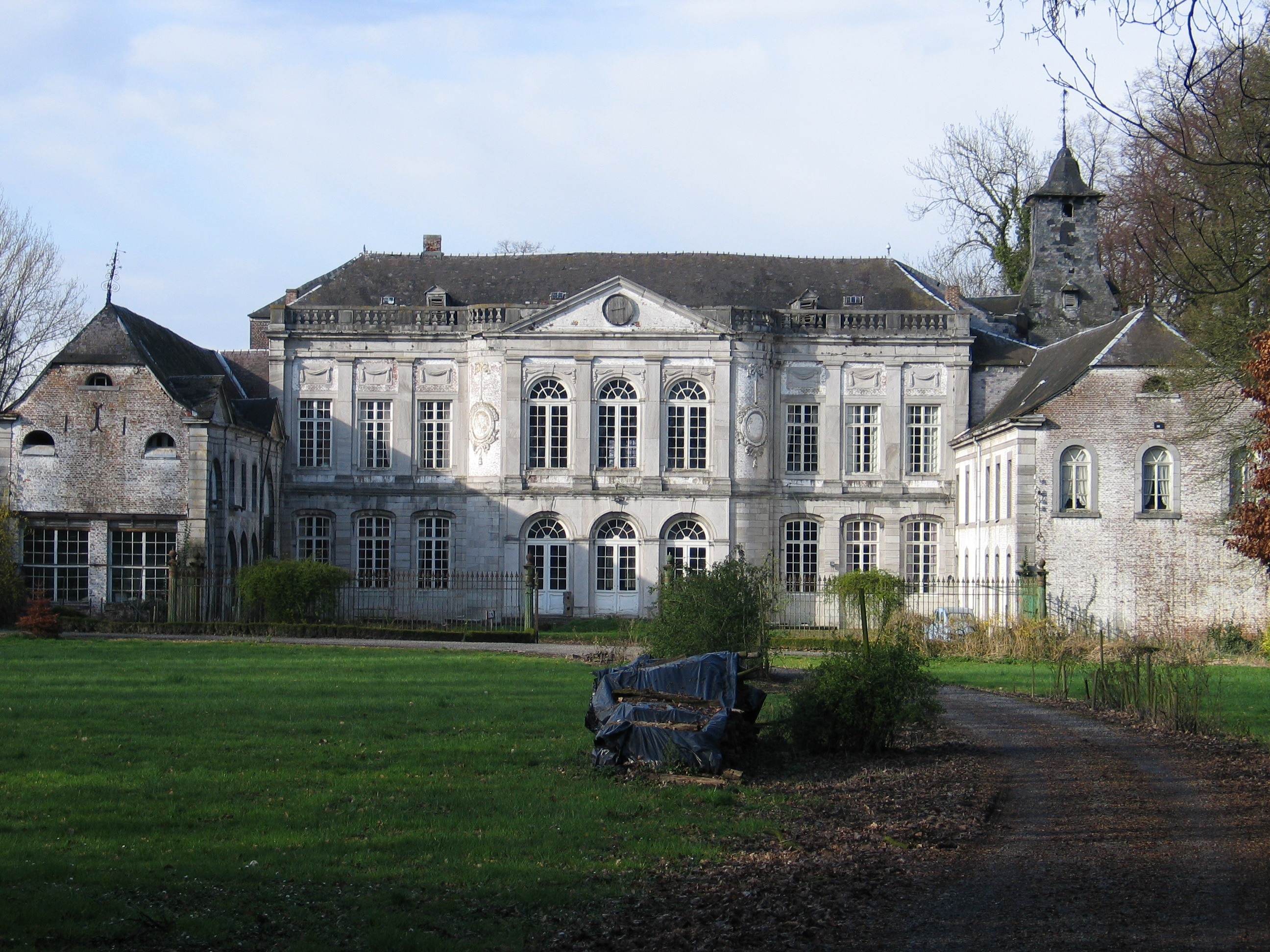
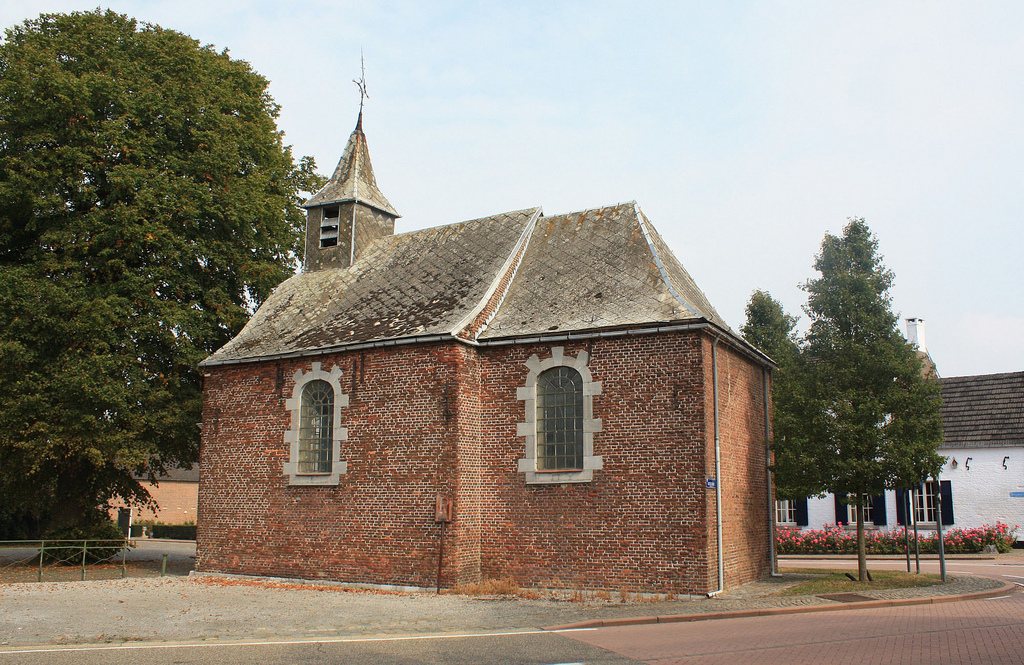